# 孔凯拉克
孔凯拉克（法語：Conqueyrac，法語發音：[kɔ̃kɛʁak]）是法国南部加尔省的一个市镇，位于该省西部，属于勒维冈区。

## 地理
孔凯拉克（43°56'48"N, 3°54'31"E）面积27.18 平方千米，位于法国奧克西塔尼大區加尔省，该省份为法国南部沿海省份，南端濒地中海，北起顺时针与阿尔代什省、沃克吕兹省、罗讷河口省、埃罗省、阿韦龙省和洛泽尔省接壤。
与孔凯拉克接壤的市镇（或旧市镇、城区）包括：迪尔福和圣马丹德索斯纳克、莫诺布莱、蓬皮尼昂、圣伊波利特迪福尔、索沃。

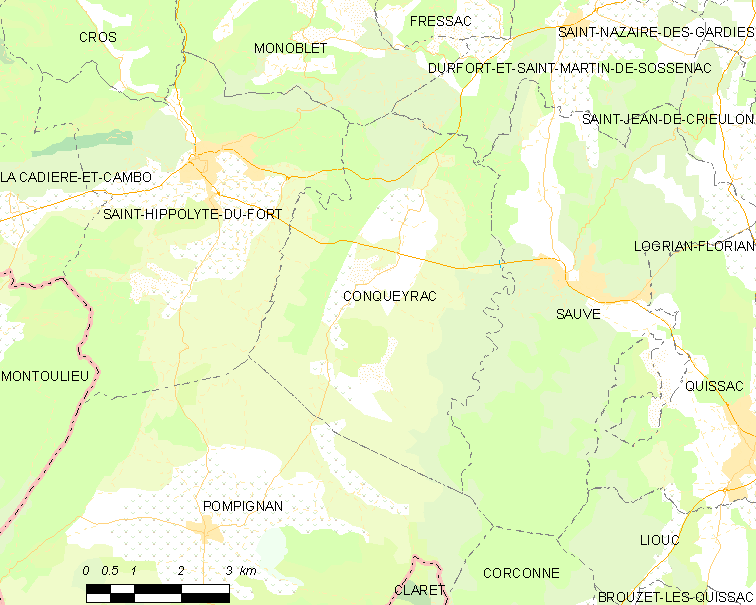
孔凯拉克的OSM定位图

孔凯拉克的时区为UTC+01:00、UTC+02:00（夏令时）。

## 行政
孔凯拉克的邮政编码为30170，INSEE市镇编码为30093。

## 政治
孔凯拉克所属的省级选区为勒维冈县。

## 人口

1962-2008年间孔凯拉克人口变化图示

孔凯拉克于2022年1月1日时的人口数量为115人。